# 牙買加元
牙買加元 （貨幣編號JMD; ）是牙買加自1969年以來的流通貨幣。輔幣單位為分。1元=100分 (cent)。

## 流通中的貨幣

### 硬幣
- 1 分
  - 正面：
  - 背面：
- 10 分
  - 正面：
  - 背面：
- 25 分
  - 正面：
  - 背面：
- 1 元
  - 正面：
  - 背面：
- 5 元
  - 正面：
  - 背面：
- 10 元
  - 正面：
  - 背面：
- 20 元
  - 正面：
  - 背面：

### 紙幣
- 50 元
  - 正面：塞缪尔·夏普，牙买加国徽

牙買加在2012年發行的紀念鈔。

  - 背面：中央分校小学的学生，他们代表牙买加人口的不同种族
- 100 元
  - 正面：唐纳德·伯恩斯·桑斯特爵士，牙买加地图和蓝花楹属花朵在中心
  - 背面：中央分校小学的学生，他们代表牙买加人口的不同种族
- 500 元
  - 正面：栗色保姆，牙买加国徽
  - 背面：中央分校小学的学生，他们代表牙买加人口的不同种族
- 1000 元
  - 正面：迈克尔·诺曼·曼利，大螯豹凤蝶
  - 背面：中央分校小学的学生，他们代表牙买加人口的不同种族
- 5000 元
  - 正面：休·劳森·希勒，牙买加国徽
  - 背面：中央分校小学的学生，他们代表牙买加人口的不同种族

## 外部連結
- 唐的世界硬币画廊：Jamaica
- 罗恩·怀斯的世界纸币：Jamaica 镜像网站
- 环球货币历史：Jamaica
- 《环球金融资料》货币历史表格（ 微软试算表格式）